# Warhem
Warhem är en kommun i departementet Nord i regionen Hauts-de-France i norra Frankrike. Kommunen ligger i kantonen Hondschoote som tillhör arrondissementet Dunkerque. År 2022 hade Warhem 2 035 invånare.

## Befolkningsutveckling
Antalet invånare i kommunen Warhem
| Referens: INSEE |